# Rio Bacanga
O rio Bacanga é um curso de água que nasce na cidade de São Luís, Maranhão, e deságua na baía de São Marcos no oceano Atlântico.

## Características gerais
O rio está contido na bacia  hidrográfica do Bacanga, juntamente com as sub-bacias do rio das Bicas, do Igarapé Coelho, da represa do Batatã e sub-bacia do Alto Bacanga. Tem como principais afluentes o rio das Bicas, o rio Maracanã, o rio Gapara, o Igarapé do Tapete, o Igarapé do Mamão, o Igarapé Jambeiro, o Igarapé Itapicuraíba, Igarapé do Tamancão e Igarapé do Piancó.
A maior parte do seu curso é inundada pelas marés, tornando suas águas salobras e muito ricas para a pesca. Apresenta uma rica biodiversidade, associada aos manguezais.
Sua nascente está localizada na região do Maracanã, e possui um percurso de 19 km de extensão, que inclui áreas de abrangência populacional como os bairros Vila Embratel, Sá Viana, João Paulo, FiIipinho, Coroadinho, Pindorama, Praia Grande e Sacavém. 
Na Bacia do Bacanga, encontram-se importantes testemunhos históricos de São Luís, e também manifestações culturais que refletem as relações campo-cidade, como: as Ruínas do Sítio do Físico e os sambaquis encontrados no Parque Estadual do Bacanga; o Sítio Tamancão (transformado em Estaleiro Escola); a Festa da Juçara no Maracanã; a encenação da Paixão de Cristo no bairro do Anjo da Guarda; e as Ruínas de uma Fábrica de Soque de Arroz, talvez o mais antigo registro da história da indústria local.

## Barragem do Bacanga

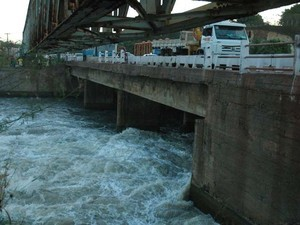
Barragem do Bacanga em São Luís

Neste rio, foi construída a Barragem do Bacanga, cuja construção foi iniciada em 1968. O projeto executivo foi realizado pela SONDOTÉCNICA, entre 1966 e 1967. Os principais objetivos da construção da barragem foram:
- a ligação rodoviária entre São Luís e o porto de Itaqui, reduzindo a distância de 36 km para 9 km;[6]
- promover o saneamento de áreas a montante do barramento, através da criação da represa que submergeria os manguezais e lodo existentes, os quais eram descobertos nos períodos de baixamar;[6]
- favorecer a ocupação imobiliária, decorrente do crescimento da cidade, para o estabelecimento de novas áreas urbanas formadas nos locais que não seriam mais atingidos pela maré, após a construção da barragem.[6]

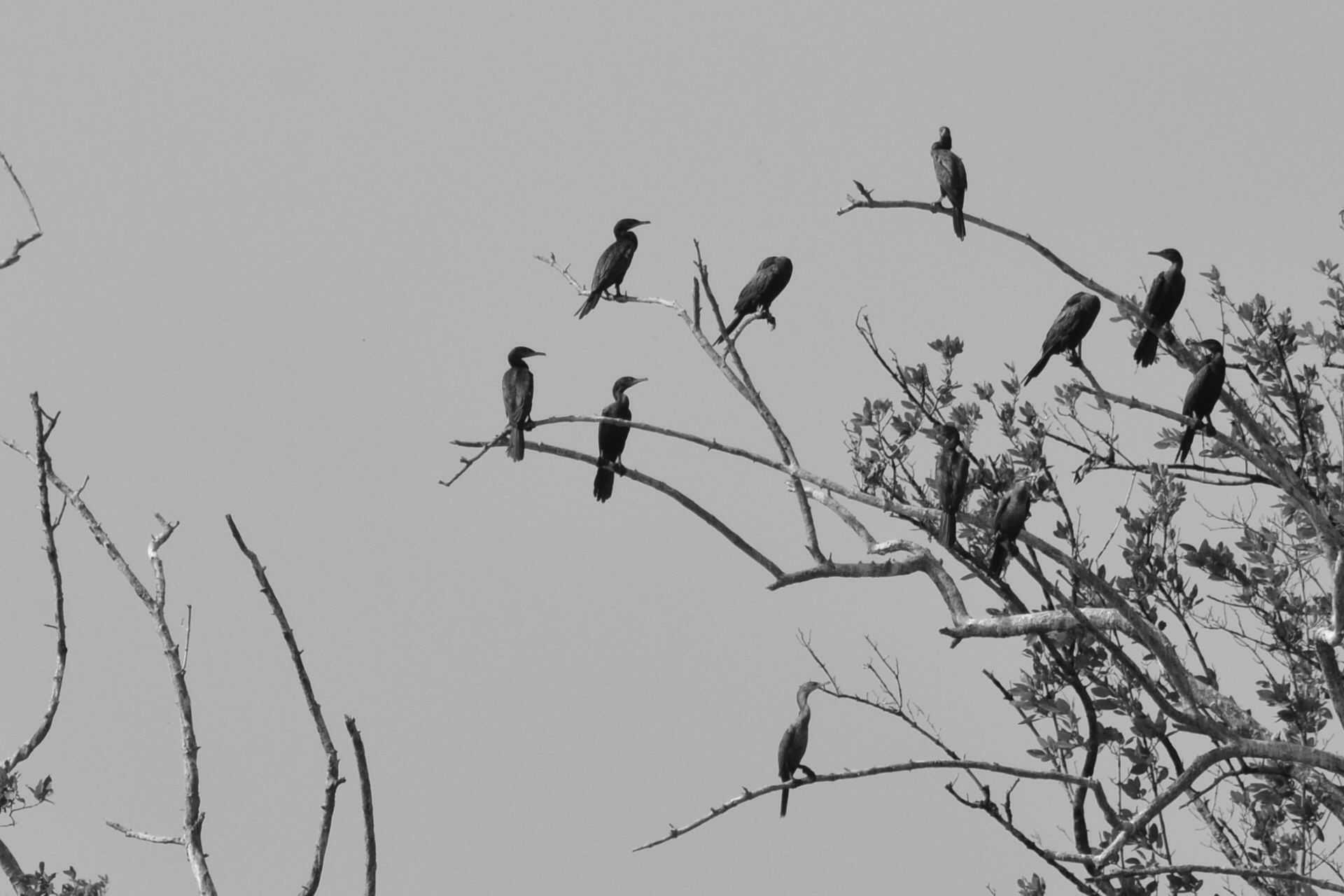
Aves em árvores próximas ao rio

Durante a elaboração, houve grande interesse na implantação de um aproveitamento energético das marés. Em 1968, foi sugerida ao governo do Estado do Maranhão a construção de uma usina maremotriz, utilizando a infraestrutura da barragem a ser construída. Entretanto, até hoje, não foi dado andamento ao projeto.
As obras de construção da barragem foram iniciadas em 1968, sofrendo várias paralisações até ela ser concluída em 1973.
Houve intensa ocupação urbana do entorno do reservatório, principalmente na década de 1970. A formação de um lago artificial, através do represamento do rio, auxiliou no processo de urbanização e saneamento da cidade. Após a construção, o nível da água do reservatório foi mantido, aproximadamente, na cota 2,5 metros, permitindo a ocupação de áreas vizinhas ao reservatório que eram alagadas pela maré.  
Por cima da barragem, passa a Avenida dos Portugueses. A Universidade Federal do Maranhão foi construída na Vila Bacanga, próximo à barragem, sendo inaugurada em 1972.  
Em 1973, foi inaugurada a Avenida Médici (atualmente chamada Avenida dos Africanos), dentro dos limites da área inundada do lago, obrigando a manutenção do nível da lâmina de água bem abaixo da sua real capacidade de acumulação. Desse modo, aumentou ainda mais a ocupação de áreas que naturalmente ficavam submersas durante a maré enchente, como é o caso dos bairros Areinha, Coroado e Coroadinho.

## Aterro do Bacanga
O Aterro do Bacanga foi construído entre 1986 e 1989, durante o governo Epitácio Cafeteira, com uma área de 147.603,12 km², compreendo o trecho entre o Terminal Hidroviário e o Canal do Portinho.
Tratou-se de uma proposta de urbanização da orla do Bacanga, para a construção de um Anel Viário, descongestionando o trânsito no Centro de São Luís, viabilizando a conexão entre o transporte hidroviário e urbano, facilitando a pesca artesanal na região, além da criação de áreas de lazer e para a realização de eventos, como missas campais e shows.
O Portinho ocupa uma região de 300 metros no rio Bacanga, sendo uma das referências no comércio de pescado na cidade, ponto de desembarque e de realização de uma feira. 
Após a construção da Barragem do Bacanga, o projeto viário envolveu a construção da Avenida Senador Vitorino Freire, na década de 70, e sua posterior duplicação até a Avenida Beira-Mar. Em seguida, foi realizado o aterramento do trecho entre a barragem e a Avenida Beira-Mar.
O Aterro foi ocupado por algumas edificações como: 
- um Terminal Hidroviário (Cais da Praia Grande), na Rampa Campos Melo, realizando parte do transporte de passageiros para Alcântara;
- o Terminal da Praia Grande, inaugurado em 1996, destinado ao transporte coletivo urbano de ônibus; [7]
- estacionamento rotativo, com 600 vagas, inaugurado em novembro de 2019; [8]
- uma Unidade Avançada de Exames Práticos de Direção Veicular, do Detran-MA. [7]
- o Mercado do Peixe, inaugurado em 1995, na região do Portinho, e também um centro de comércio de pescados e mariscos; [7]
- posto de gasolina e bares[7]
- Passarela do Samba (também chamada de Cais da Alegria), onde acontecem os desfiles das escolas de samba no carnaval e a realização de shows.[7]

- o Parque São João Paulo II, inaugurado em 2020, ocupando uma área de 64 mil metros quadrados, incluindo praças, jardins, playground, praça da alimentação, local para feiras e eventos e realização de missas, tendo sido revitalizada a Capela e o memorial São João Paulo II (que celebrou uma missa no local em 1991).[9]
- Complexo Esportivo Wandermilson Pena, com  campo de futebol, dois vestiários, duas quadras poliesportivas, um centro administrativo e arquibancadas com capacidade total para aproximadamente 500 torcedores. [10]

Também é realizada uma Feira Livre, às quintas-feiras, na região. Ocasionalmente, circos e parques de diversão se instalam no Aterro. 
O local também abrigou o Circo da Cidade, espaço cultural da Prefeitura de São Luís, desativado em 2012, para a realização das obras do VLT (que não foi concluído).
A obra foi cercada de críticas pelos impactos sociais e ambientais provocados: como ter diminuído a área de atracação de embarcações, não tendo ampliado a área de pesca, que se concentrou no Canal do Portinho; assoreamento e erosão do estuário do Bacanga, prejudicando a navegabilidade; pela não conclusão da urbanização da área, não tendo sido construídos o parque ambiental nem as diversas áreas de lazer prometidas; bem como o gasto de dinheiro público. 

## Problemas ambientais
O rio Bacanga enfrenta problemas como assoreamento, inundação, urbanização do mangue (aterramento), lançamento de lixo nas margens, desmatamentos, queimadas, contaminação das águas e eutrofização. 
Em 2002, foi inaugurada a Estação de Tratamento de Esgoto do Bacanga, na tentativa de minimizar os danos ambientais.
Em 2006, foi inaugurado o Parque Rio das Bicas, ao longo das Avenidas dos Africanos e Vitorino Freire, o Parque Rio das Bicas é uma importante área de lazer e de atividade física, às margens do rio Bacanga e das Bicas.

## Galeria

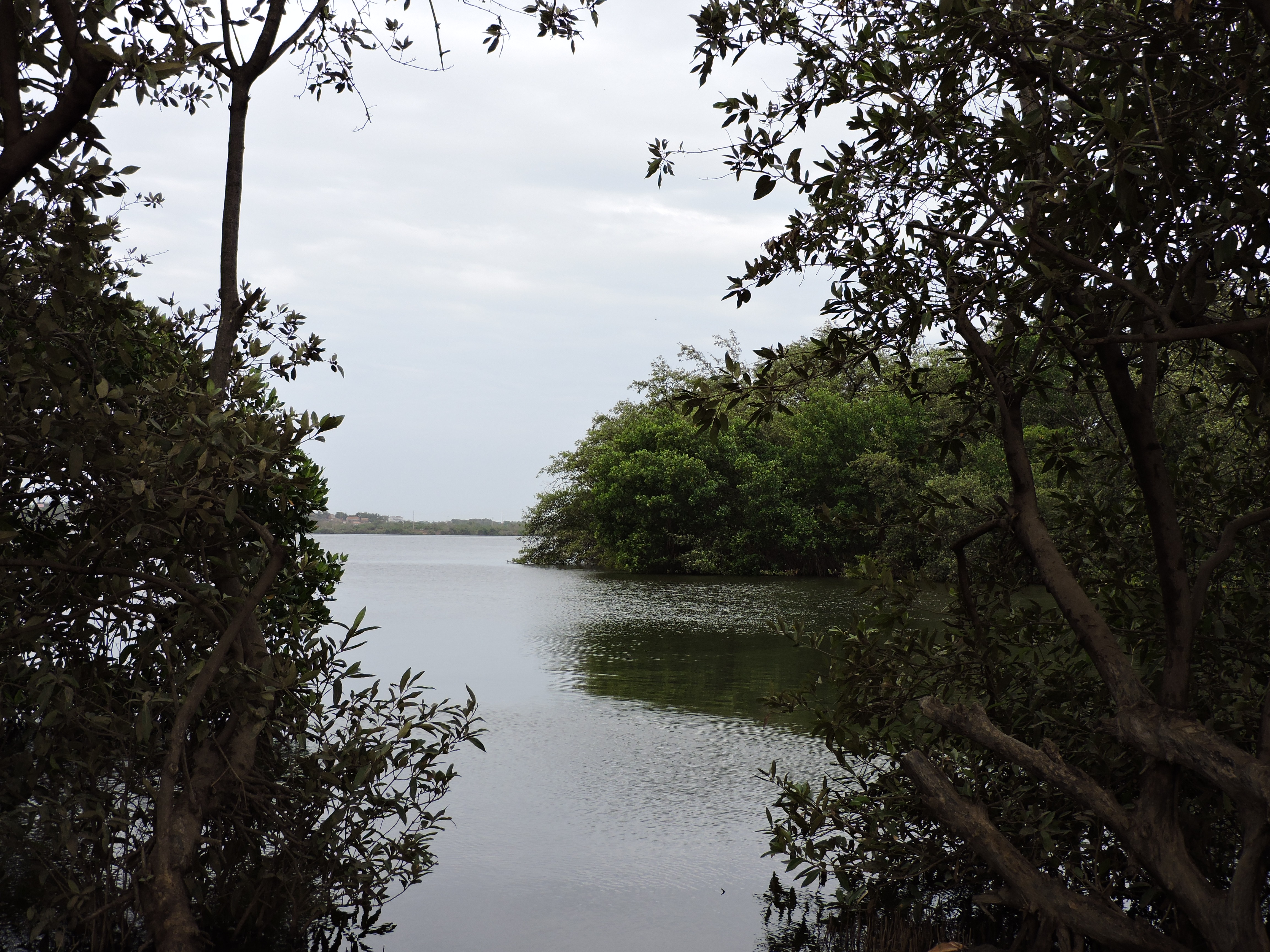
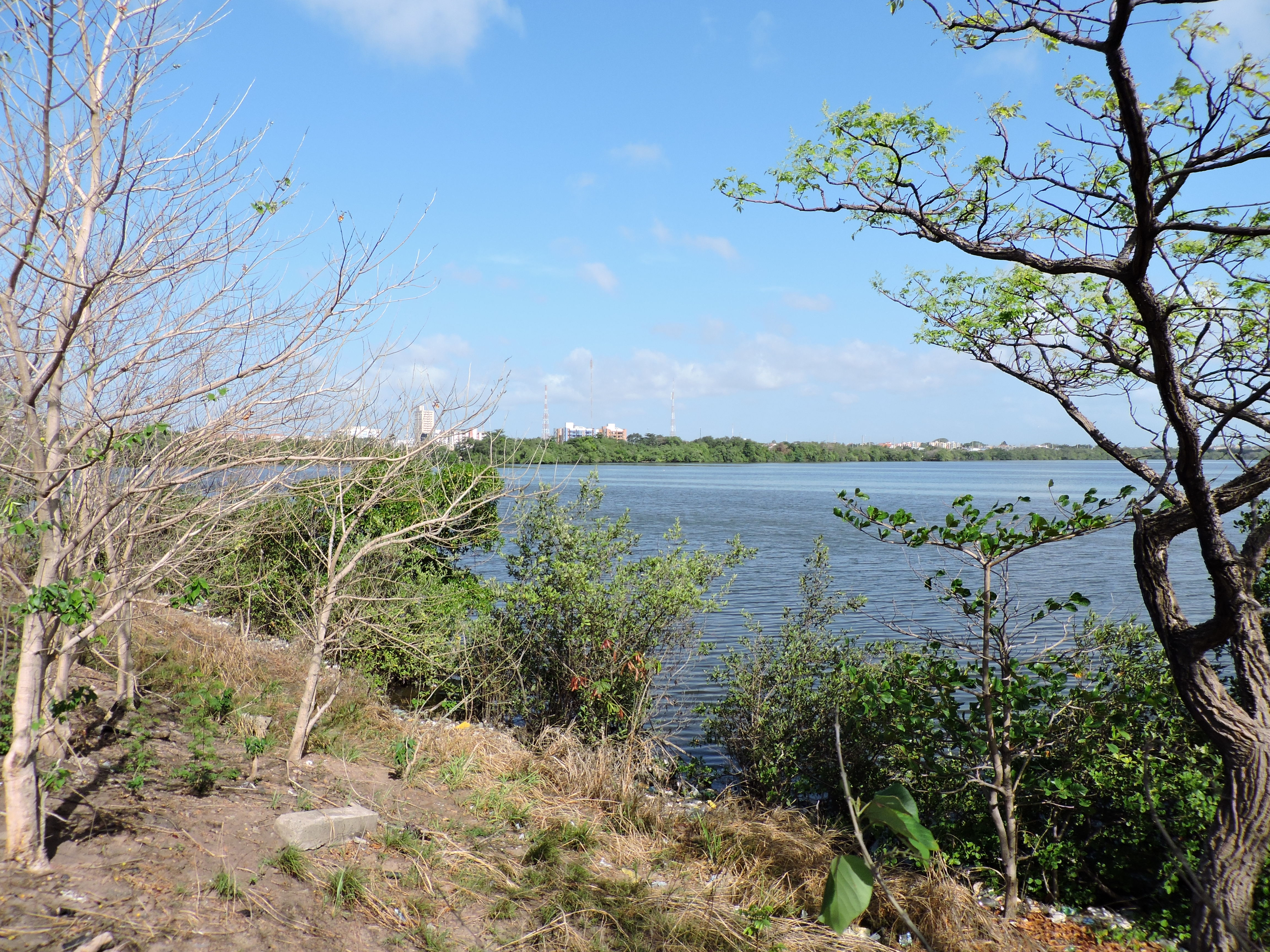
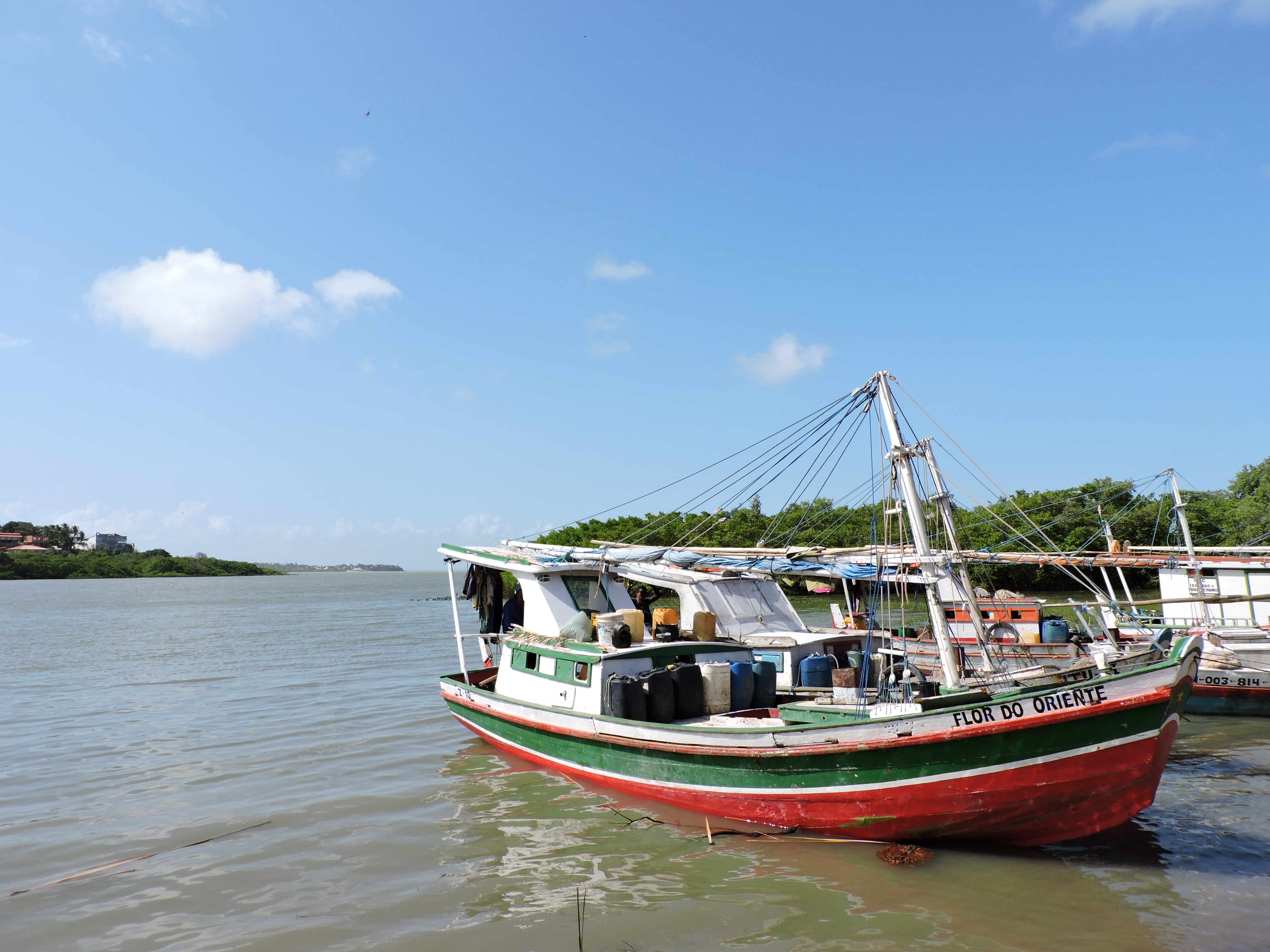
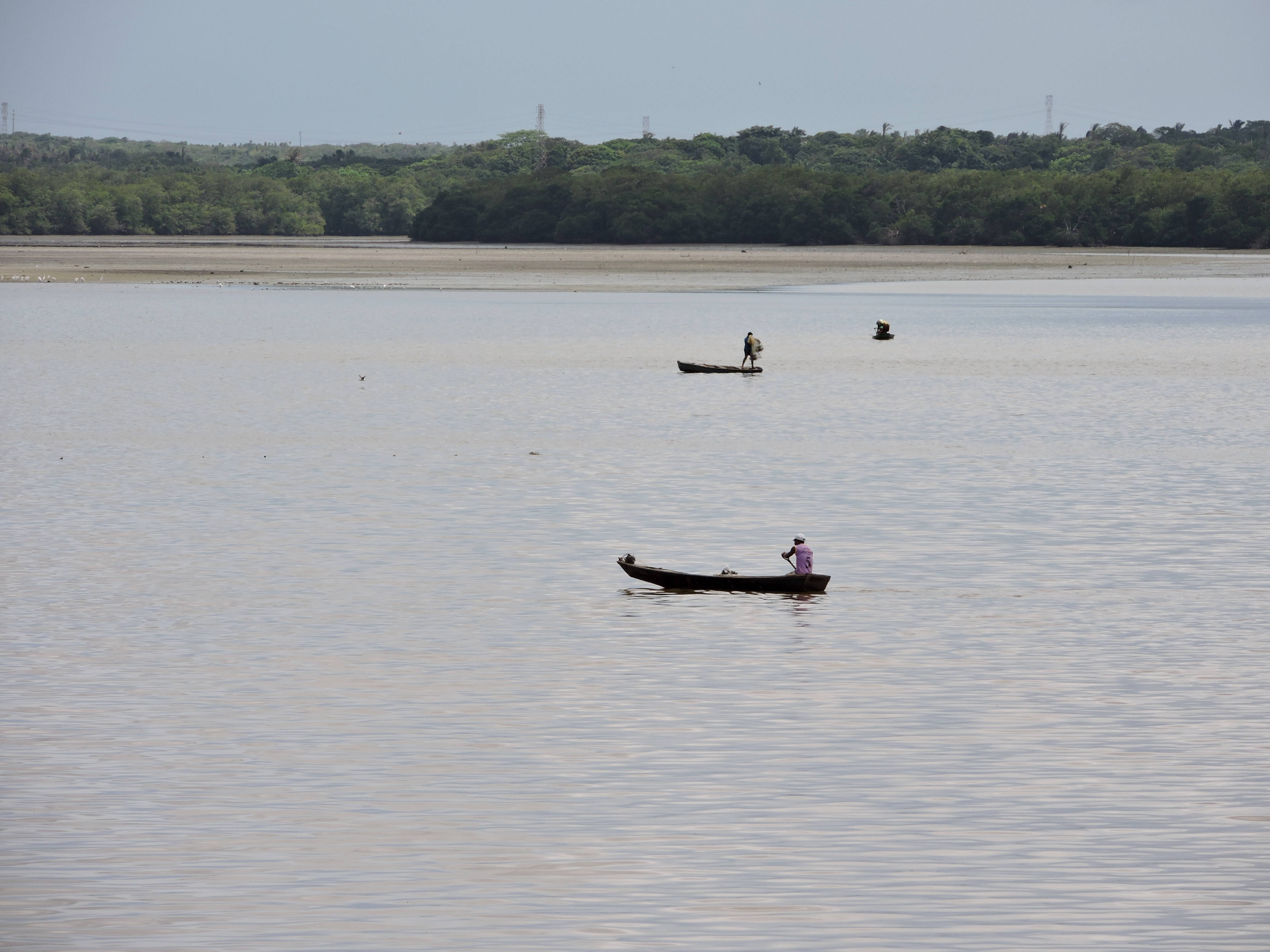
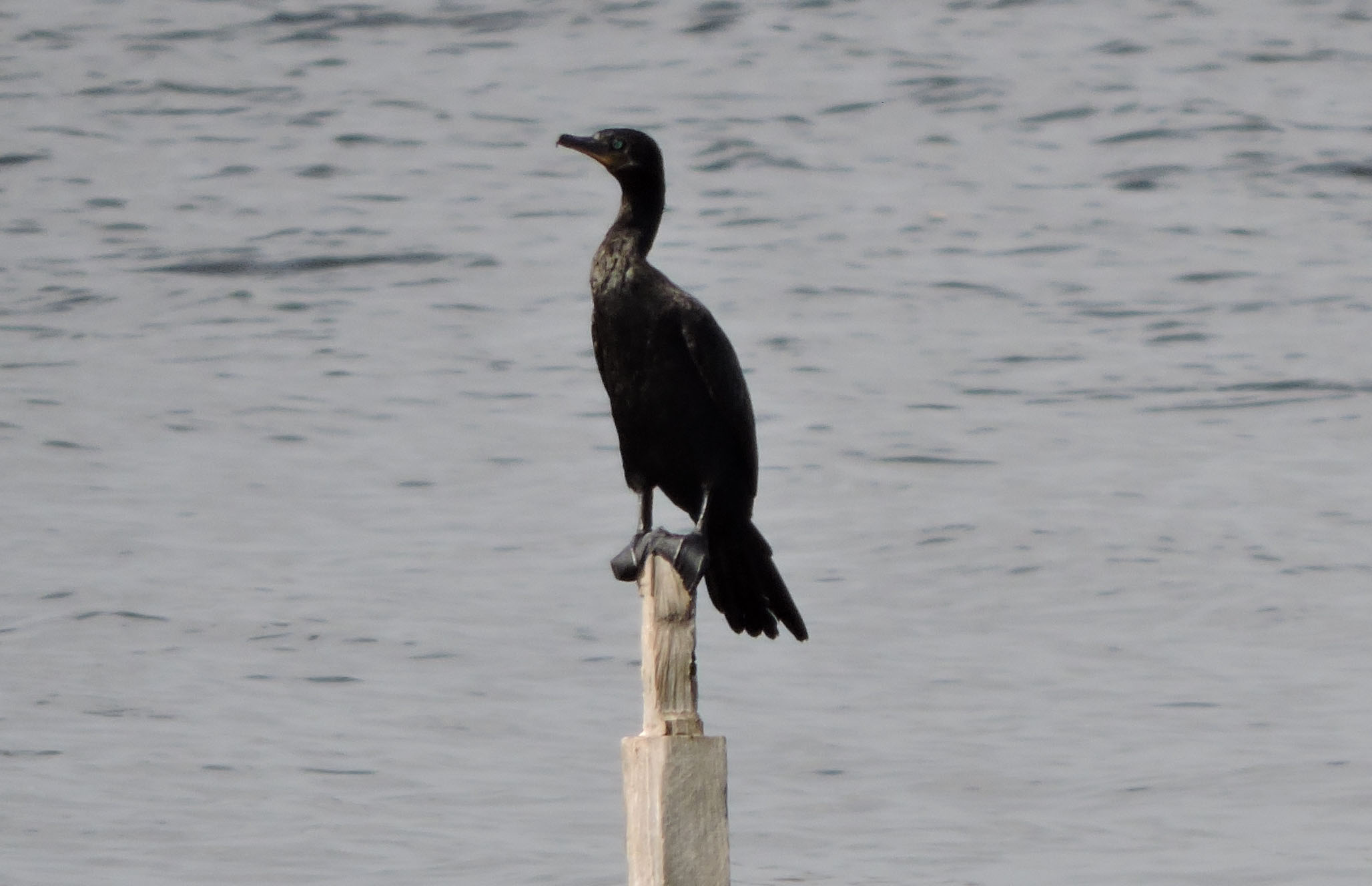